# Nobber
Nobber är en ort i republiken Irland.   Den ligger i grevskapet An Mhí och provinsen Leinster, i den nordöstra delen av landet, 60 km nordväst om huvudstaden Dublin. Nobber ligger 53 meter över havet och antalet invånare är 357.
Terrängen runt Nobber är platt. Runt Nobber är det ganska glesbefolkat, med 35 invånare per kvadratkilometer. Närmaste större samhälle är Navan, 19,4 km söder om Nobber. Trakten runt Nobber består i huvudsak av gräsmarker.